# Tullia (personnage)
Tullia, née en 1799, est un personnage de La Comédie humaine d'Honoré de Balzac. C'est une lorette, comme Florine, Coralie et Esther. À l'instar de la première, elle est présente dans un grand nombre d'ouvrages, mais n'a pas l'importance des dernières. Sa force de caractère lui permet de gérer habilement sa carrière et les dons de ses soupirants.
De 1817 à 1827, elle est premier sujet de danse à l'Opéra de Paris, entretenue successivement par le duc de Rhétoré, puis par un directeur des beaux-arts qui dirige sa carrière. Dès 1821, c'est une artiste célèbre dans  César Birotteau. Vers 1823, lorsque le duc de Rhétoré ne lui convient plus, elle se tourne vers le comte du Bruel sur lequel elle jette son dévolu, tout en gardant Rhétoré comme amant et financier. À l'âge de trente ans, elle décide de « se mettre à la retraite ».
Carlos Herrera la cite en exemple à Esther Gobseck à laquelle il avait déjà donné Florine comme modèle à suivre. D'ailleurs, en 1829, elle retrouve Esther au théâtre de la Porte-Saint-Martin en compagnie de Frédéric de Nucingen et renoue avec elle. Malheureusement, Esther ne vivra pas assez longtemps pour poursuivre cette relation. Comme Florine, elle fait une fin en épousant en 1830 le comte du Bruel, bien qu'elle soit amoureuse du marquis de La Palférine.
En 1838, elle hérite de son oncle charpentier et elle peut mener grand train. Elle met sur ses cartes de visite : « Comtesse du Bruel ».
Tullia apparaît ou est citée dans :
- Illusions perdues
- Une fille d'Ève
- César Birotteau
- Le Lys dans la vallée
- La Muse du département
- La Rabouilleuse
- Modeste Mignon
- Splendeurs et misères des courtisanes
- Ursule Mirouët
- Les Employés ou la Femme supérieure
- Un début dans la vie
- La Maison Nucingen
- Le Cousin Pons
- La Cousine Bette
- Béatrix
- Mémoires de deux jeunes mariées

Pour les références, voir :